# Vilafranca do Bierzo
Vilafranca do Bierzo (en gallec; en castellà Villafranca del Bierzo) és un municipi de la província de Lleó, a la comunitat autònoma de Castella i Lleó. Forma part de la comarca d'El Bierzo i és un dels municipis en els quals es parla gallec. Al convent de clarisses de la Anunciada d'aquest municipi hi ha enterrat Sant Llorenç de Brindisi.

## Nuclis
Està format pels nuclis de:
- Vilafranca do Bierzo
- Vilela
- Valtuílle de Arriba
- Valtuílle de Abaixo
- Paradaseca
- Ponte de Rei
- Cela
- Ribón
- A Veigueliña
- Teixeira
- Vilar de Aceiro
- Campo da Augua
- Aira da Pedra
- Poboadura da Somoza
- Paradiña
- Prado da Somoza

## Demografia
| 1991 | 1996 | 2001 | 2004 |
| ---- | ---- | ---- | ---- |
| 4126 | 4130 | 3647 | 3729 |

## Història
En 17 de març de 1809 la guarnició francesa fou destruïda per Gabriel de Mendizábal Iraeta, que comandava l'avantguarda espanyola de l'exèrcit de Pere Caro Sureda durant la guerra del francès.

## Personatges il·lustres
- García Álvarez de Toledo y Pimentel-Osorio.
- Niall Binns, premi de Poesía Villafranca del Bierzo, 1999